# Катастрофа Ту-104 в Ленинграде
Катастрофа Ту-104 в Ленинграде — авиационная катастрофа, произошедшая 23 апреля 1973 года в результате угона самолёта в Ленинграде. Авиалайнер Ту-104Б Ленинградского ОАО предприятия «Аэрофлот» выполнял плановый внутренний рейс SU-2420 по маршруту Ленинград — Москва, но через 13 минут после взлёта из Ленинградского аэропорта Шоссейная самолёт был угнан. Экипаж развернул самолёт на аэропорт вылета, но угонщик применил взрывное устройство. Были повреждены системы управления, но экипаж сумел посадить самолёт в аэропорту Шоссейная. Погибли 2 человека на борту из 57 — 51 пассажира и 6 членов экипажа.

## Самолёт
Ту-104Б с бортовым номером 42505 (заводской — 021903, серийный — 19-03) был выпущен Казанским авиазаводом в 1960 году, а к 23 июля был передан Главному управлению гражданского воздушного флота, которое направило его в 1-й Ленинградский авиаотряд Северного территориального управления гражданского воздушного флота. Салон авиалайнера имел пассажировместимость на 100 мест, но позже был уплотнён до 105 мест.

## Экипаж
Ту-104 пилотировал экипаж из 205-го (Ленинградского) авиаотряда, состав которого был:
Командир воздушного судна (КВС) — 45-летний Вячеслав Михайлович Янченко
Второй пилот — Владимир Михайлович Кривулин
Штурман — Николай Фёдорович Широков
Бортмеханик — 44-летний Викентий Григорьевич Грязнов
В салоне работали две стюардессы:
Лидия Ерёмина
Марина Хохрева

## Хронология событий

### Предшествующие обстоятельства
Рейс 2420 вылетел из Ленинградского аэропорта Шоссейная в 14:25 по МСК, его выполнял Ту-104Б борт СССР-42505, а его маршрут проходил из Ленинграда в Москву. Ранее экипаж уже выполнил рейс в Москву и обратно, а рейс 2420 был для них третьим за день. Всего на борту был 51 пассажир (50 взрослых и 1 ребёнок), которых стюардессы разместили во втором и третьем салонах. В 14:23 Ту-104 занял позицию в начале ВПП, а в 14:25 вылетел из аэропорта Шоссейная

### Захват
На 9-й минуте полёта к стюардессе Ерёминой подошёл 47-летний пассажир Иван Бидюк, ранее сидевший в 13-м ряду, и заявил о желании сесть в первом салоне, что ему было разрешено. Через несколько минут этот же пассажир снова подозвал стюардессу и вручил ей письмо, которое потребовал передать экипажу. Ту-104 уже поднялся до высоты 7800 м, когда в кабине сработал сигнал «Вызывает бортпроводник». Командир Янченко дал указание бортмеханику Грязнову: «Веня, посмотрите, что там у них…». Бортмеханик вышел в салон, а вскоре вернулся с запечатанным в конверте письмом от пассажира и вручил его командиру. Письмо было написано на четырёх листах, ниже приведены некоторые выдержки из него:

Для чтения 5 минут! Командиру и экипажу самолёта. Уважаемые лётчики! Прошу Вас направить самолёт в Швецию, аэродром Стокгольм. Правильное понимание моей просьбы сохранит Вашу жизнь и мою, а за это будут отвечать те, кто своими злодеяниями вынудил меня пойти на этот поступок. После благополучной посадки, я возможно возвращусь на Родину, но только после личной беседы с представителями высшей власти СССР. В руках у меня вы видите оружие. Этот снаряд содержит в себе 2 кг 100 гр. взрывчатки, применяемой в шахтах, что значит этот заряд в действии, разъяснять вам не надо. Поэтому не обходите мою просьбу провокацией. Помните, что любой риск будет кончаться крушением самолёта. В этом твёрдо убедите себя сами, ибо у меня все изучено, рассчитано и учтено. Снаряд устроен так, что при любом положении и провокации будет взорван без предупреждения…
Я много лет испытываю на своей шкуре когти кровожадных сверхзверей и в противном случае смерть для меня не печаль, а убежище от хищных, алчущих моей жизни зверей…
— 
На тот момент никаких инструкций по поводу сложившейся ситуации не существовало, поэтому командир Янченко принял решение возвращаться в Ленинград и нажал сигнал бедствия.
| 42505               | Ленинград! Вы слышите меня? Я борт 42505. Вы меня слышите? |
| Ленинград-Шоссейная | Слышу хорошо                                               |
| 42505               | Прошу посадку у вас. Разворачиваюсь…                       |

Командир передал бортмеханику табельное оружие, чтобы тот попытался обезвредить преступника, а сам со вторым пилотом выполнил разворот и начал выполнять снижение; штурман при этом занял позицию у входной двери в кабину. Бомба, которую Бидюк держал в руках, имела механизм обратного действия, то есть срабатывала при отпускании кнопки, при этом Бидюк усердно пытался проникнуть в кабину. В сложившейся ситуации бортмеханик не мог его обезвредить и начал уговаривать, что самолёт уже направляется в Швецию.
| 42505               | Ленинград! Я 42505. Включите дальний привод на курсе 310. Выполняю разворот. |
| Ленинград-Шоссейная | Борт 42505! Вас понял. Заходите на посадку                                   |

### Посадка, катастрофа
С целью не выдать, что самолёт вернулся в Ленинград, пилоты не стали сразу выпускать шасси. Находясь на глиссаде, экипаж доложил о нахождении на посадочном курсе 310° и лишь на высоте 150 м наконец выпустил шасси. Услышав характерный шум и увидев в иллюминаторы аэродром, преступник понял, что его обманули и сразу активировал бомбу. Взрывом пробило перегородку кабины, а также вырвало входную дверь. Оторванной балкой пола заклинило рули высоты, а также была повреждена гидросистема. Последнее привело к тому, что передняя стойка шасси не успела зафиксироваться. Также авиалайнер начал опускать нос, но неимоверными усилиями пилотов был быстро выровнен.
В 15:05 Ту-104 приземлился на ВПП аэропорта Шоссейная. Незафиксированная передняя стойка сложилась, и фюзеляж носом опустился на полосу и заскользил по бетону. Затем пилоты отвернули авиалайнер вправо, тот выехал на боковую полосу безопасности и остановился. В носовой части возникло задымление, поэтому пассажиры в панике побежали к хвостовой двери, но стюардессы оттеснили их, поскольку хвостовой выход из-за наклона самолёта оказался в 7 м над землёй, и направили к переднему выходу, так как аварийные службы аэропорта быстро ликвидировали пожар.
В результате взрыва погибли два человека: бортмеханик Грязнов и террорист Бидюк.

## Последствия

Экипаж рейса 2420 на церемонии получения наград. Слева направо: Широков, Ерёмина, Кривулин, Хохрева и Янченко

За проявленные мужество и отвагу закрытым указом Президиума Верховного совета СССР от 6 июня 1973 года всем членам экипажа были присвоены награды:
- командир Вячеслав Михайлович Янченко — орден Ленина и «Золотая Звезда» Героя Советского Союза;
- бортмеханик Викентий Григорьевич Грязнов — Герой Советского Союза (посмертно);
- второй пилот Владимир Михайлович Кривулин — орден Красного Знамени;
- штурман Николай Фёдорович Широков — орден Красного Знамени;
- стюардессы Лидия Ерёмина и Марина Хохрева — ордена Красной Звезды.